# Linn Farrish
Linn Markley Farish (Rumsey, 3 oktober 1901 - Athene, 11 september 1944) was een Amerikaans rugbyspeler.

## Carrière
Tijdens de Olympische Zomerspelen 1924 werd hij met de Amerikaanse ploeg olympisch kampioen. Farish was als spion tijdens de Tweede Wereldoorlog actief om Joegoslavië in kaart te brengen. Farish overleed tijdens een vliegtuigongeluk in de buurt van Athene.

## Erelijst

### Met Verenigde Staten
- Olympische Zomerspelen:  1924